# Niclas Alexandersson
Niclas Alexandersson (n. Halmstad, Suecia; 29 de diciembre de 1971) es un exfutbolista sueco que jugaba como volante externo. Se caracterizaba por ser un jugador técnico y por tener un buen remate de larga distancia.
Comenzó su carrera futbolística en el equipo Halmstads BK, en el año 1987. Niclas jugó en aquel club hasta el año 1995, donde firmó por el IFK Göteborg. En el año 1997 fue fichado por el club inglés Sheffield Wednesday. Después de jugar durante tres temporadas en Sheffield Wednesday, en el año 2000 fue transferido al Everton F.C., en donde jugó hasta el año 2003. De ahí pasó al West Ham United F.C., donde jugó sólo una temporada (2003-2004).
En el 2004 vuelve al IFK Göteborg, club en el cual milita hasta el día de hoy.
Con la selección sueca jugó 109 veces y anotó siete goles. Debutó en el año 1993. Ha participado en dos Copas del Mundo (Corea-Japón 2002 y Alemania 2006) y en tres Eurocopas (2000, 2004 y 2008).

## Clubes
| Club                       | País       | Año       |
| -------------------------- | ---------- | --------- |
| Halmstads BK               | Suecia     | 1989-1995 |
| IFK Göteborg               | Suecia     | 1996-1997 |
| Sheffield Wednesday        | Inglaterra | 1998-2000 |
| Everton                    | Inglaterra | 2000-2004 |
| → West Ham United (cedido) | Inglaterra | 2003      |
| IFK Göteborg               | Suecia     | 2004-2009 |

- Datos: Q258214
- Multimedia: Niclas Alexandersson / Q258214